# Вариация функционала
Вариация функционала, или первая вариация функционала, — обобщение понятия дифференциала функции одной переменной, главная линейная часть приращения функционала вдоль определенного направления. Понятие используется в теории экстремальных задач для получения необходимых и достаточных условий экстремума. Именно такой смысл вкладывается в этот термин, начиная с работы 1762 года Ж. Лагранжа. Ж. Лагранж рассматривал по преимуществу функционалы классического вариационного исчисления (действие) вида:
{\displaystyle J(x)=\int \limits _{t_{0}}^{t_{1}}L(t,\;x(t),\;{\dot {x}}(t))\,dt.\qquad (*)}

## Формальное определение
Рассмотрим изменение функционала (*) от одной точки функционального пространства к другой (от одной функции к другой). Для этого сделаем замену {\displaystyle x(t)\mapsto x_{1}(t)-x(t)} и подставим в выражение (*). При допущении о непрерывной дифференцируемости {\displaystyle L} имеет место равенство, аналогичное выражению для дифференциала функции:
{\displaystyle J(x_{1})=J(x)+J_{1}(\delta x)+\varepsilon r(x,\;x_{1}),}
где остаточный член {\displaystyle |r(x,\;x_{1})|\to 0} — расстояние между функциями и {\displaystyle \varepsilon \to 0}, а {\displaystyle \delta x(t)=x_{1}(t)-x(t)}. При этом линейный функционал {\displaystyle J_{1}(\delta x)} называется (первой) вариацией функционала {\displaystyle J(x)} и обозначают через {\displaystyle \delta J}.
Применительно к функционалу (*) для первой вариации имеет место равенство с точностью до величины порядка высшего, чем {\displaystyle |r(\delta x)|}:
{\displaystyle \delta J(x)=\int \limits _{t_{0}}^{t_{1}}(L_{x}(t,\;x(t),\;{\dot {x}}(t))\,\delta x+p(t)\,\delta {\dot {x}})\,dt=\int \limits _{t_{0}}^{t_{1}}(L_{x}(t,\;x(t),\;{\dot {x}}(t))-{\dot {p}}(t))\,\delta x\,dt+p(t)\,\delta x)|_{t_{0}}^{t_{1}},}
где
{\displaystyle p(t)=L_{\dot {x}}(t,\;x(t),\;{\dot {x}}(t))}
- обобщённый импульс.
При этом {\displaystyle p(t)\,\delta x|_{t_{0}}^{t_{1}}=0}, поскольку {\displaystyle \delta x(t_{0})=\delta x(t_{1})=0.}
Равенство нулю первой вариации для всех {\displaystyle \delta x} является необходимым условием экстремума функционала {\displaystyle J(x)}.
Для функционала (*) из этого необходимого условия и основной леммы вариационного исчисления следует уравнение Эйлера:
{\displaystyle {\dot {p}}(t)=L_{x}(t,\;x(t),\;{\dot {x}}(t)).}
Аналогичным образом определяются вариации более высоких порядков.
Общее определение первой вариации в бесконечномерном анализе было дано французским математиком Рене Гато в 1913 году. По сути своей определение Гато тождественно с определением Лагранжа.
Первая вариация функционала является однородным, но не обязательно линейным функционалом, вариация функционала при дополнительном предположении о линейности и непрерывности (по {\displaystyle \delta x}) выражения {\displaystyle \delta J(x,\;\delta x)} обычно называется производной Гато. В современной математике термины «вариация Гато», «производная Гато», «дифференциал Гато» более употребимы, чем вариация функционала. При этом термин «вариация функционала» сохраняется лишь для функционалов классического вариационного исчисления.